# سرود کریسمس (فیلم ۱۹۶۰)
«سرود کریسمس» (انگلیسی: A Christmas Carol) یک فیلم است که در سال ۱۹۶۰ منتشر شد.